# 达波利恰姆普
达波利恰姆普（Dapoli Camp），是印度马哈拉施特拉邦勒德纳吉里县的一个城镇。总人口10412（2001年）。

## 人口
该地2001年总人口10412人，其中男性5346人，女性5066人；0—6岁人口1183人，其中男621人，女562人；识字率81.61%，其中男性为83.93%，女性为79.16%。